# Weihnachtsfrieden (Skandinavien)

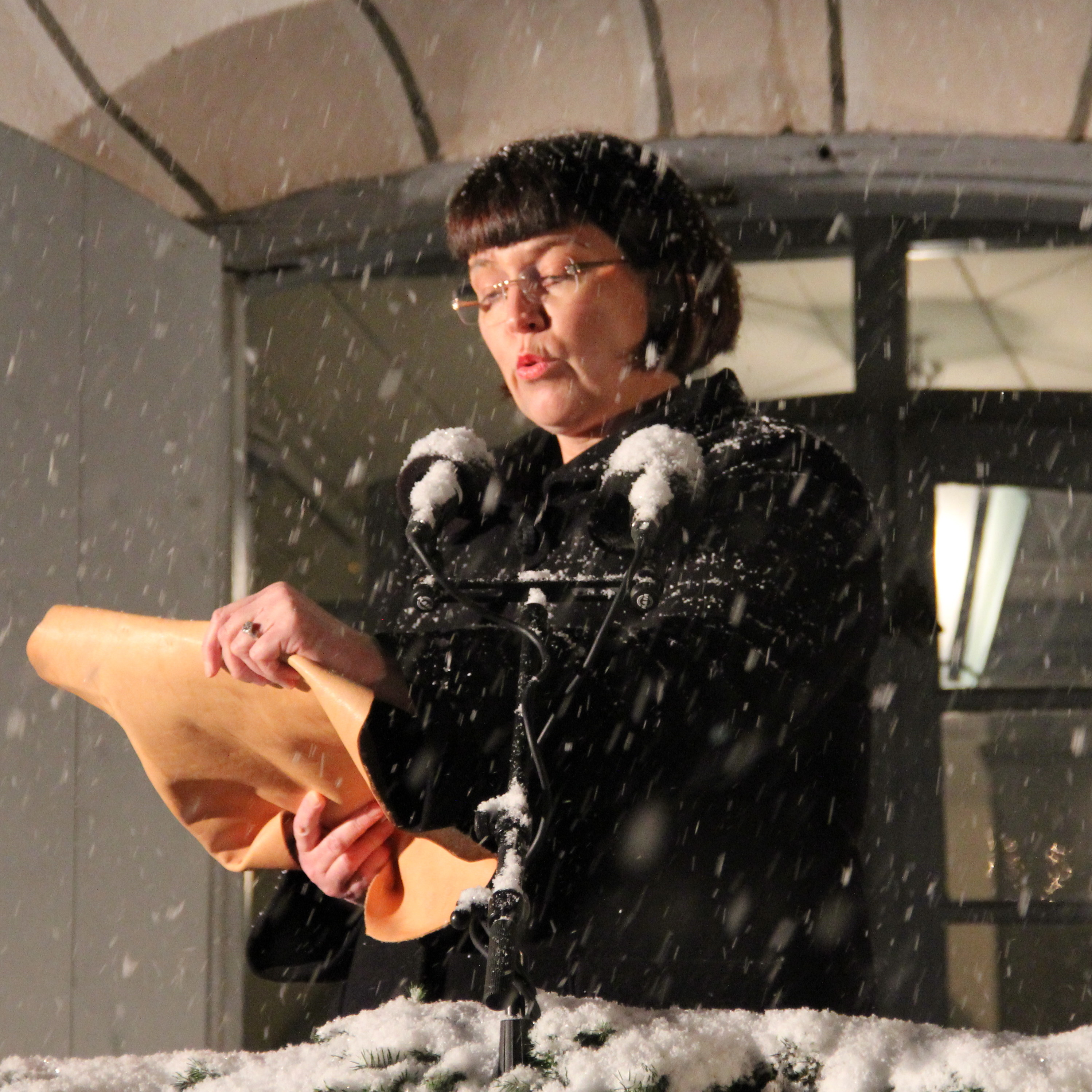
Verkündigung des Weihnachtsfriedens in Porvoo, 24. Dezember 2014

Ein Weihnachtsfrieden wird in einigen skandinavischen Ländern sowie in Finnland und Estland alljährlich am Heiligen Abend offiziell ausgerufen.

## Finnland
Am bekanntesten ist der „Weihnachtsfrieden von Turku“ in Finnland, eine Tradition, die es nachweislich seit 1320 gibt. Im 21. Jahrhundert spricht alljährlich der Direktor der Stadtverwaltung von Turku am Heiligabend um 12 Uhr mittags vom Balkon des Rathauses aus die Worte:
„Morgen, so Gott vergönnt, ist unseres Herren und Heilands gnadenreiches Geburtsfest. Also wird hiermit ein allgemeiner Weihnachtsfrieden verkündet, alle dazu ermunternd, dieses Fest mit gebührender Besinnung zu feiern sowie sich im übrigen still und ruhig zu verhalten, denn derjenige, der diesen Frieden bricht und das Weihnachtsfest durch ungesetzliches oder unanständiges Benehmen stört, ist unter erschwerenden Umständen schuldig für die Strafe, die das Gesetz und die Verordnungen für ein jedes Verbrechen und Vergehen gesondert festsetzen. Zum Schluss wird den gesamten Einwohnern der Stadt ein freudenreiches Weihnachtsfest gewünscht.“
Der Weihnachtsfrieden dauert drei Tage lang. Die Proklamation wird von vielen Finnen live im Fernsehen oder am Radio verfolgt. Im Anschluss werden die finnische Nationalhymne und der Porimarsch gespielt.
Bis ins 19. Jahrhundert hinein war es Sitte, zur Zeit des Weihnachtsfriedens Friedensbrecher, insbesondere Randalierer, zu doppelt so hohen Strafen wie üblich zu verurteilen.

## Norwegen
In Norwegen wird die Weihnachtszeit und mit ihr der Weihnachtsfrieden eingeläutet. Die Glocken läuten am Nachmittag des 24. Dezembers über einen Zeitraum von mehreren Minuten, und zwar außergewöhnlich schnell. Der Weihnachtsfrieden beginnt nach Auffassung vieler Norweger erst dann, wenn die Glocken ihr Spiel beendet haben.